# Villa dall'Ava
Villa dall'Ava är ett tidigt hus ritat av arkitekten Rem Koolhaas i Saint-Cloud utanför Paris i Frankrike.
Den ursprungliga ägaren, Dominique Boudet, var mycket arkitekturintresserad och letade länge efter en arkitekt för att bygga ett bostadshus för sin familj på en tidigare obebyggd oregelbundet formad 650 kvadratmeter stor tomt i närförorten Saint-Cloud vid Seine strax väster om Paris. Rem Koolhaas hade vid denna tidpunkt få referenser, men hade gjort sig känd för böcker om arkitektur i New York.
Husprojektet tog nio år att realisera, under perioden 1984–1991, huvudsakligen på grund av motstånd mot den radikala arkitekturen från grannar, vilket slutligen kom att fokuseras på om husets väggar av delvis ogenomskinligt, sandblästrat glas kunde anses förenligt med gällande planbestämmelser. Frågan avgjordes i förvaltningsdomstol till byggherrens förmån. Villa dall'Ava avviker markant från villabebyggelsen i omgivningen, bestående av traditionella två-trevåningshus från tidigt 1900-tal, ofta i tegel.
Dominique Boudet hade bestämda önskemål om huset, vilka omfattade bland annat att det skulle vara ett glashus och att det skulle ha rum för paret Boudet och deras enda dotter, en swimmingpool på taket, varifrån man kunde se Eiffeltornet.

## Byggnaden
Tomten vid Avenue Clouald, som sluttar brant österut åt floden till, har sin smalaste och lägsta del österut mot gatan. Huset består av en långsmal envånings huskropp, som är fyra meter bred mot gatan och sex meter inåt kvarterets mitt, på vilket två rektangulära lådor är satta på tvären, en över gatuändan och en över trädgårdsändan. Lådan mot gatan stöttas av en grupp tunna stålpelare där de skjuter över marken åt var sitt håll. Varje låda innehåller två bostadsrum och badrum för att ge avskildhet år föräldrar respektive det i den ursprungliga ägarfamiljen enda barnet. Dessa bostadsdelar har en teoretisk förbindelsegång i planet med varandra över taket på den centrala huskroppen, vilken innehåller husets gemensamma delar i form av vardagsrum, köksfunktion och vissa mindre förrådsutrymmen.
Huset är i huvudsak en och två våningar högt, men i bägge ändar tre våningar. I souterrängplanet under lådan mot gatan finns husets ingång och hall, och under den andra lådan finns ett utgrävt källarrum med en lanternin som ljusinsläpp. Bostadsdelarna nås på olika sätt. Den mot gatan, föräldradelen, nås genom trappor från souterrängplanet och den mot kvarterets insida nås genom en ramp längs med huset, likaså från hallen. Lådorna är klädda med lackerad korrugerad aluminiumpanel.
Den sammanbindande huskroppen med vardagsrum och kök har glasväggar, delvis skjutbara, och står därmed i nära kontakt med trädgården. För att klara planbestämmelserna och de ursprungliga grannarnas överklagande är delar av glasväggarna blästrade. Som insynsskydd finns skjutbara bambuväggar och skjutbara gardinsjok.
Ovanför den centrala huskroppen finns en långsmal swimmingpool på 30 kvadratmeter i en kraftig betongbalja, något smalare än huskroppen under. I dess förlängning syns innerstaden med Eiffeltornet, så gott som exakt öster om villan, 5,5 kilometer bort.